# Marian Śliwiński (lekkoatleta)
Marian Śliwiński (ur. 20 czerwca 1919 w Ostrowcu, zm. 22 września 1985 w Ostrowcu Świętokrzyskim) – polski lekkoatleta - chodziarz i działacz sportowy.

## Kariera sportowa
Był zawodnikiem Strzelca Ostrowiec (przed II wojną światową) i Stali (KSZO) Ostrowiec Świętokrzyski (1946-1956). Jego największym sukcesem w karierze było mistrzostwo Polski w chodzie na 50 km w 1938. Był kandydatem do startu na mistrzostwach Europy w 1946, ale wyeliminowała go choroba.
Z zawodu był spawaczem, pracował w Hucie Ostrowiec, w 1947 został przewodniczącym Miejskiego Komitetu Kultury Fizycznej i Sportu w Ostrowcu Świętokrzyskim, od 1952 do 1983 był kierownikiem sekcji lekkoatletycznej w Stali (następnie KSZO) Ostrowiec), w 1969 został prezesem Kieleckiego Okręgowego Związku Lekkiej Atletyki, pełnił funkcję prezesa ds. sportowych Wojewódzkiej Federacji Sportu w Kielcach, w latach 1984-1985 członkiem zarządu KS Ostrovia. Był także sędzią lekkoatletycznym.
W 1985 otrzymał medal Kalos Kagathos.